# Pseudoderopeltis gaerdesi
Pseudoderopeltis gaerdesi es una especie de cucaracha del género Pseudoderopeltis, familia Blattidae.

## Distribución
Esta especie se encuentra en Namibia y Sudáfrica.